# (72646) 2001 FB42
(72646) 2001 FB42 – planetoida z pasa głównego asteroid okrążająca Słońce w ciągu 4,05 lat w średniej odległości 2,54 j.a. Odkryta 18 marca 2001 roku.